# Гальбадон, Грегори
Грегори́ Гальбадо́н (фр. Grégory Galbadon; род. 21 января 1973, Кутанс, департамент Манш, Нормандия) — французский политик, депутат Национального собрания Франции (2017-2018).

## Биография
С начала 80-х занимался в велосипедной школе Кутанса, в 18 лет принят в молодёжную команду клуба Périers. В 1994 году занял седьмое место в общем зачёте в гонке Тур де ла Манш, высшим достижением в спорте стала победа в любительской гонке Нант-Сегр 1996 года; в 1997 году занял второе место в Гран-при Мишель-Лер (Шербур), выступая за команду Сен-Ло.
В 2014 году был избран в муниципальный совет Сен-Пьер-де-Кутанса в департаменте Манш, получив в первом туре 182 голоса (92,39 %).
29 марта 2014 года на первом заседании нового муниципального совета избран мэром города десятью голосами «за» при одном незаполненном бюллетене.
18 мая 2017 года депутат Национального собрания Франции от 3-го избирательного округа департамента Манш Стефан Травер, вступив в предвыборную кампанию 2017 года, назначил своим заместителем Гальбадона.
21 июня 2017 года Травер, победивший на выборах, получил портфель министра сельского хозяйства во втором правительстве Филиппа, и Гальбадон занял его место в парламенте.
В августе 2017 года подал в отставку с должности мэра Сен-Пьер-де-Кутанса ввиду принятия законодательства о запрете совмещения нескольких выборных должностей. 18 марта 2018 года были избраны двое недостающих депутатов муниципального совета, и 23 марта совет в полном составе (11 депутатов) избрал нового мэра — Паскаля Бенуа (Pascale Benoist).
16 октября 2018 года в результате серии перестановок в правительстве портфель министра сельского хозяйства достался Дидье Гийому, а Стефан Травер не получил никакого назначения и вернулся в Национальное собрание .
В мае 2020 года Грегори Гальбадон вновь был избран мэром коммуны Сен-Пьер-де-Кутанс, а 27 июня 2021 года в паре с Соней Лабри был избран в Совет департамента Манш от кантона Кутанс.